# Oxnö
Oxnö is een plaats in de gemeente Nynäshamn in het landschap Södermanland en de provincie Stockholms län in Zweden. De plaats heeft 137 inwoners (2005) en een oppervlakte van 57 hectare.